# Дуйсбурзький філармонічний оркестр

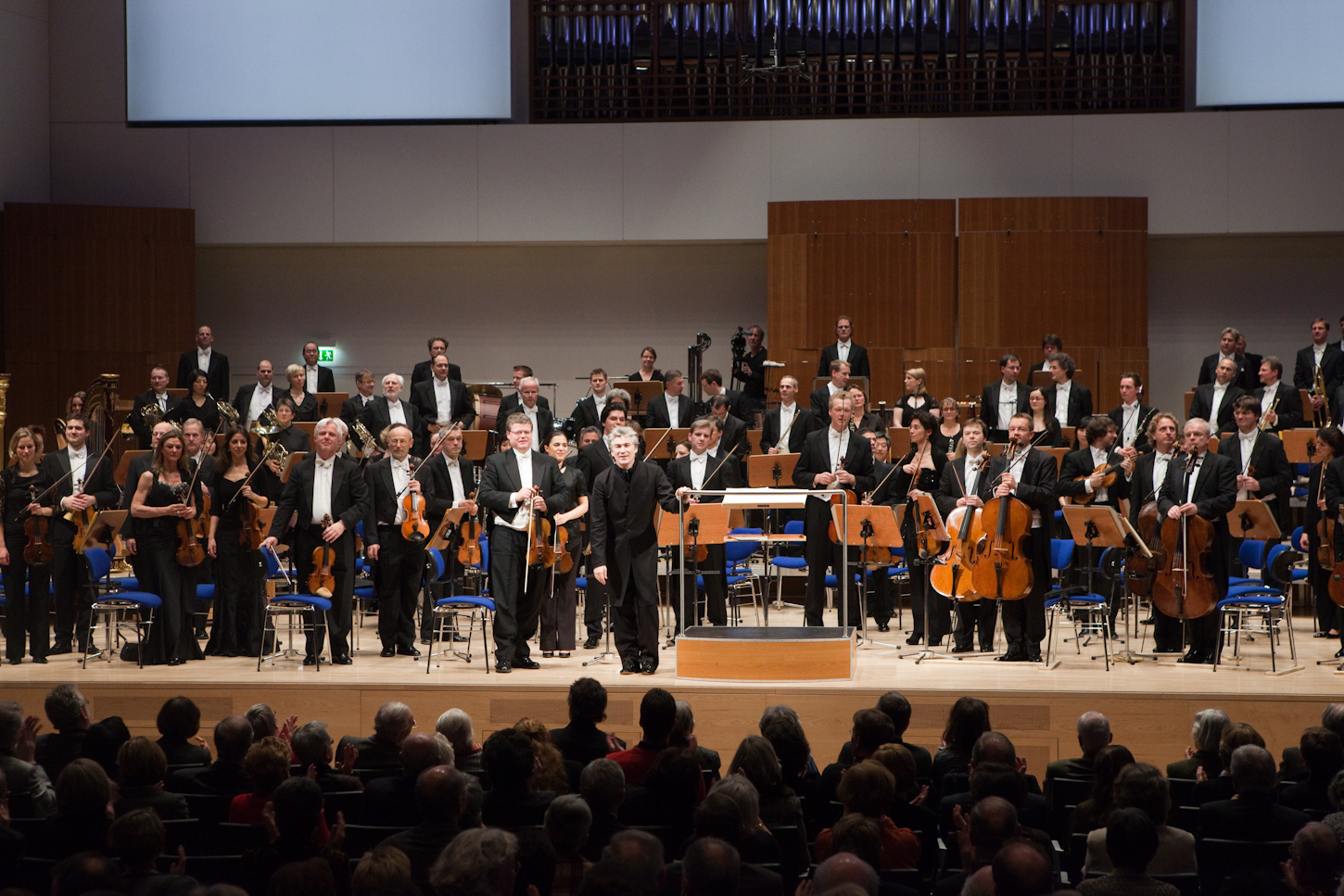
Дуйсбурзький філармонічний оркестр, диригент Джонатан Дарлінгтон (2010)

Дуйсбурзький філармонічний оркестр (нім. Duisburger Philharmoniker, до 2001 року Дуйсбурзький симфонічний оркестр, нім. Duisburger Sinfoniker) — німецький симфонічний оркестр, що базується в Дуйсбурзі. Датою його створення вважається 1 серпня 1877 року, коли диригент Герман Брандт був призначений на посаду міського капельмейстера і переніс в Дуйсбург діяльність свого оркестру, заснованого в Дюссельдорфі у 1872 році.
Макс Регер та Ханс Пфіцнер були першими відомими запрошеними диригентами оркестру. Серед помітних подій в історії оркестру початку XX ст.: німецька прем'єра Дев'ятої симфонії Антона Брукнера під управлінням Вальтера Йозефсона, а також виконання під керівництвом Ріхарда Штрауса його творів.

## Керівники оркестру
- Герман Брандт (1877—1893)
- Юліус Штайнінгер (1893—1899)
- Вальтер Йозефсон (1899—1920)
- Пауль Шайнпфлюг (1920—1928)
- Ойген Йохум (1930—1932)
- Отто Фолькман (1933—1944)
- Георг Людвіг Йохум (1946—1970)
- Вальтер Веллер (1971—1972)
- Мильтіадес Карідіс (1975—1981)
- Лоуренс Фостер (1982—1987)
- Олександр Лазарєв (1988—1993)
- Бруно Вайль (1994—2002)
- Джонатан Дарлінгтон (2002—2011)[2]